# Alexandro Calut
Alexandro Calut (Charleroi, 22 aprile 2003) è un calciatore belga, difensore dello Standard Liegi.

## Carriera

### Club
Cresciuto nel settore giovanile dello Standard Liegi, ha debuttato in prima squadra l'8 maggio 2021 nell'incontro di Pro League vinto 2-1 contro il Gent; tra il 2021 ed il 2023 ha giocato in tutto 13 partite nella prima divisione belga, segnando inoltre 2 reti (le sue prime in carriera in competizioni professionistiche) in 22 presenze in seconda divisione con la squadra riserve durante la stagione 2022-2023. Il 28 giugno 2023 è stato ceduto in prestito all'OH Lovanio, in prima divisione, ma non ha giocato alcun incontro ufficiale nell'arco della stagione; tornato allo Standard Liegi, nella stagione 2024-2025 ha giocato ulteriori 4 partite in seconda divisione con la squadra riserve e 12 partite in prima divisione con la prima squadra.

### Nazionale
Ha giocato con la nazionale giovanile belga Under-17.

## Statistiche

### Presenze e reti nei club
Statistiche aggiornate al 17 maggio 2025.
| Stagione        | Squadra         | Campionato      | Campionato | Campionato | Coppe nazionali | Coppe nazionali | Coppe nazionali | Coppe continentali | Coppe continentali | Coppe continentali | Altre coppe | Altre coppe | Altre coppe | Totale | Totale | Totale |
| Stagione        | Squadra         | Comp            | Pres       | Reti       | Comp            | Pres            | Reti            | Comp               | Pres               | Reti               | Comp        | Pres        | Reti        | Pres   | Reti   |        |
| --------------- | --------------- | --------------- | ---------- | ---------- | --------------- | --------------- | --------------- | ------------------ | ------------------ | ------------------ | ----------- | ----------- | ----------- | ------ | ------ | ------ |
| mag.-giu.2021   | Standard Liegi  | PL              | 3          | 0          | CB              | 0               | 0               | -                  | -                  | -                  | -           | -           | -           | 3      | 0      |        |
| 2021-2022       | Standard Liegi  | PL              | 8          | 0          | CB              | 0               | 0               | -                  | -                  | -                  | -           | -           | -           | 8      | 0      |        |
| 2022-2023       | Standard Liegi  | PL              | 2          | 0          | CB              | 0               | 0               | -                  | -                  | -                  | -           | -           | -           | 2      | 0      |        |
| 2022-2023       | SL16            | CPL             | 22         | 2          | -               | -               | -               | -                  | -                  | -                  | -           | -           | -           | 22     | 2      |        |
| 2023-2024       | OH Lovanio      | PL              | 0          | 0          | CB              | 0               | 0               | -                  | -                  | -                  | -           | -           | -           | 0      | 0      |        |
| 2024-2025       | SL16            | D1              | 4          | 0          | -               | -               | -               | -                  | -                  | -                  | -           | -           | -           | 4      | 0      |        |
| 2024-2025       | Standard Liegi  | PL              | 12         | 0          | CB              | 2               | 0               | -                  | -                  | -                  | -           | -           | -           | 14     | 0      |        |
| Totale carriera | Totale carriera | Totale carriera | 51         | 2          |                 | 2               | 0               |                    | -                  | -                  |             | -           | -           | 53     | 2      |        |